# Llista de terratrèmols d'Espanya
El que segueix és una llista de terratrèmols ocorreguts a Espanya o les seves proximitats. Estan presents en aquesta llista els terratrèmols de magnitud superior a 5.
| Any        | Descripció | Article                                    |
| ---------- | --- | ------------------------------------------ |
| S. I al IV | Terratrèmol al sud-est de la península, a les províncies d'Albacete i Múrcia. Detectat a la llacuna d'Alboraj (Tobarra). |                                            |
| 350-395    | Un fort terratrèmol, juntament amb el posterior tsunami, destrueix completament la ciutat de Baelo Claudia, prop de l'actual Tarifa. |                                            |
| 365        | El 21 de juliol es produeix un dels terratrèmols més antics dels quals se'n té constància per escrit. |                                            |
| 880        | Un terratrèmol de magnitud 5,7 afecta la província de Còrdova. |                                            |
| 881        | Un terratrèmol de magnitud 7,2 afecta el golf de Cadis. |                                            |
| 1048       | Terratrèmol amb epicentre a Oriola (província d'Alacant). |                                            |
| 1396       | El 18 de desembre un sisme de 6,5 graus localitzat a Tavernes de la Valldigna (província de València) causa l'esfondrament de 200 habitatges a la localitat. |                                            |
| 1428       | El 2 de febrer té lloc un terratrèmol conegut com terratrèmol de la candelera l'epicentre del qual està situat prop de Camprodon; la seva magnitud és de 6,5 graus i causa més de 1000 morts. | Terratrèmol de Catalunya de 1428           |
| 1448       | El 25 de maig un terratrèmol amb epicentre entre Cardedeu i Llinars del Vallès i d'intensitat VIII causa moltes víctimes. | Terratrèmol de Catalunya de 1448           |
| 1522       | El 22 de setembre, un terratrèmol de magnitud 6,5 ocorregut al mar d'Alboran provoca la destrucció total de la ciutat d'Almeria i d'Ugíjar, localitat de Granada. |                                            |
| 1658       | L'últim dia de l'any de 1658, Almeria torna a veure's destruïda per les greus conseqüències d'una nova tremolor. | Terratrèmol d'Almeria de 1658              |
| 1680       | El 9 d'octubre a les 7:15 (hora local) un gran terratrèmol de magnitud 6,8 i intensitat 9 amb epicentre a Álora, província de Màlaga, destrueix les localitats properes. A la ciutat de Màlaga solament la catedral no sofreix danys. La tremolor causa desperfectes en altres ciutats de la península (Sevilla, Granada, Còrdova, Jaén, Madrid...) i es deixa sentir fins i tot a Valladolid, a 550 km de l'epicentre. | Terratrèmol de Màlaga de 1680              |
| 1748       | El terratrèmol, ocorregut a les Comarques Centrals del País Valencià, afecta especialment Xàtiva i Montesa. | Terratrèmol de Montesa del 1748            |
| 1755       | L'1 de novembre un gran sisme de 9,0 graus destrueix la ciutat portuguesa de Lisboa i afecta diverses ciutats espanyoles que actualment conformen la costa de Huelva. Després del terratrèmol es funda la ciutat d'Isla Cristina. Moren entre 60.000 i 100.000 persones. | Terratrèmol de Lisboa de 1755              |
| 1804       | El 28 d'agost hi ha un terratrèmol de MM XIII a Dalías, província d'Almeria. |                                            |
| 1829       | El 21 de març un terratrèmol de 6,6 graus causa 389 morts al Baix Segura, província d'Alacant, i destrueix més de 2.000 habitatges en diverses poblacions de la comarca. | Terratrèmol de Torrevella de 1829          |
| 1845       | El terratrèmol tingué lloc del 3 al 7 d'octubre, fou d'intensitat VII i tingué l'epicentre localitzat a la comarca de la Ribera d'Ebre, prop de Tivissa. | Terratrèmol de Tivissa de 1845             |
| 1884       | El 25 de desembre un terratrèmol de magnitud 6,55 graus i d'intensitat 9-10 causa 839 morts a la localitat granadina d'Arenas del Rey. Aquest sisme va suposar la destrucció completa de l'esmentada localitat, que va haver de ser reconstruïda amb l'ajut de donacions procedents de tot Espanya i amb la intercessió del rei Alfons XII d'Espanya. Des de llavors la localitat porta el sobrenom "del Rey" en haver estat l'esmentat Rei qui va promoure la reconstrucció del poble realitzant fins i tot una visita a la zona afectada.                                         | Terratrèmol d'Andalusia de 1884            |
| 1929       | El terratrèmol de Baix Segura va assolir la magnitud 9 en l'escala de Richter, amb epicentre al Baix Segura. Hi va haver 839 morts i 2.965 edificis destrossats. Diverses localitats de la zona, com Torrevella, Guardamar o Almoradí, van har de ser reconstruïdes. |                                            |
| 1954       | El terratrèmol de Dúrcal (província de Granada) va assolir els 7 graus el 29 de març de 1954. L'Institut Geogràfic Nacional no té registres sobre morts com a conseqüència d'aquest fenomen. | Terratrèmol de Dúrcal de 1954              |
| 1969       | El 28 de febrer un sisme de magnitud 7,3 sacseja l'oest d'Andalusia i el sud de Portugal. L'epicentre se situa a uns 200 km del Cap de São Vicente. Hi van haver-hi 4 morts per infart. Va deixar inhabilitades 18 cases a Huelva i va ensorrar 4 habitatges a Isla Cristina. | Terratrèmol del Cap de São Vicente de 1969 |
| 1989       | El 9 de maig, el seu epicentre se situa a 15 quilòmetres del litoral de Güímar i va tenir un origen volcànic. | Terratrèmol de Tenerife de 1989            |
| 1997       | El triangle de les localitats de la província de Lugo de Sarria, Becerreá i Triacastela es va convertir en l'epicentre del terratrèmol de major magnitud del segle xx a Galícia. El sisme, amb una magnitud de 5,3, va ser també el més important en aquesta comunitat autònoma des del 1969, quan el terratrèmol del Cap de São Vicente, que va registrar una magnitud de 5,9, va afectar la regió. El 22 de maig de 1997 la terra va tremolar a Galícia més de 150 vegades. Les tremolors es van percebre també a Portugal, Astúries, Castella i Lleó i fins i tot a Extremadura. | Terratrèmol de Lugo de 1997                |
| 1999       | El 2 de febrer de 1999 a les 14:45 un terratrèmol de magnitud 5,2 té lloc a La Puebla de Mula (Múrcia). Es nota a diverses províncies. |                                            |
| 2003       | El 15 d'agost a les 8:51 (horal local) un terratrèmol de magnitud 5,8 amb epicentre 1 km de Petrer (Alacant) mata 2 persones per una esllavissada. Les localitats més afectades són Petrer i Monòvar. |                                            |
| 2007       | El 12 de febrer a les 11:35 (horal local) un terratrèmol de magnitud 6,1 té lloc a 160 km del Cap de São Vicente. |                                            |
| 2007       | El 12 d'agost a les 9:38 (horal local) un terratrèmol de magnitud 5,1 graus amb epicentre a Pedro Muñoz, Ciudad Real, es deixa sentir a tota la península Ibèrica. |                                            |
| 2009       | El 17 de desembre a les 01:37:49 GMT ocorre un sisme de magnitud 6,3 graus amb epicentre al sud-oest del Cap de São Vicente, a una profunditat de 50 km. Hi ha diverses rèpliques de menor intensitat i és notat àmpliament al sud-oest de la península. |                                            |
| 2010       | L'11 d'abril a les 17:08 GMT-5 un sisme de magnitud 6,3 graus sacseja el sud d'Espanya, amb l'epicentre a uns 25 km al sud-est de la ciutat andalusa de Granada i a una profunditat de 616,7 quilòmetres. |                                            |
| 2011       | L'11 de maig a les 18:47 hora local un sisme de 5,1 graus, que havia estat precedit per un de 4,5, amb epicentre a 5 km de Llorca sacseja la Regió de Múrcia i deixa 9 morts i gairebé 300 ferits. | Terratrèmol de Llorca de 2011              |